# Hutnik Nowa Huta
Hutnik Nowa Huta é uma equipe polonesa de futebol com sede em Cracóvia. Disputa a primeira divisão da Polónia (Campeonato Polonês de Futebol).
Seus jogos são mandados no Stadion Suche Stawy, que possui capacidade para 6.500 espectadores.

## História
O Hutnik Nowa Huta foi fundado em 21 de Março de 1950.